# The Heart of Every Girl
The Heart of Every Girl è un brano composto ed interpretato dall'artista britannico Elton John.

## Il brano
Il testo è di Bernie Taupin, ed è stato composto, insieme alla melodia, appositamente per la colonna sonora del film Mona Lisa Smile. Il titolo, alla lettera, significa Il Cuore Di Ogni Ragazza, e parla dell'universo femminile. La melodia mette in evidenza il pianoforte di Elton; l'artista conferma in questo pezzo la rinascita artistica avvenuta due anni prima con l'album Songs from the West Coast, inaugurante un convincente ritorno alle atmosfere pianistiche e melodiche in stile anni Settanta. La critica, infatti, rimase molto ben impressionata dal brano.
The Heart of Every Girl è uscita nel 2003 come facente parte della colonna sonora del film (subito dopo il fortunato remix di Are You Ready for Love), e come singolo promozionale è riuscita a raggiungere la #24 nella classifica statunitense della musica Adult contemporary. Ha inoltre ricevuto una nomination come miglior canzone ai Golden Globe 2003.